# Comté de Fayette (Pennsylvanie)
Pour les articles homonymes, voir Comté de Fayette et Comté de Lafayette.
Le comté de Fayette est un comté américain situé au sud-ouest de l'État de Pennsylvanie. Au recensement de 2020, le comté compte 128 804 habitants. Il a été créé le 26 septembre 1783, à partir du comté de Westmoreland et tire son nom du marquis de La Fayette. Le siège du comté se situe à Uniontown.
Le comté fait partie de la région métropolitaine de Pittsburgh.

## Démographie
| Groupe            | Comté de Fayette | Pennsylvanie | États-Unis |
| ----------------- | ---------------- | ------------ | ---------- |
| Blancs            | 89,5             | 73,5         | 58         |
| Latino-Américains | 1,2              | 8,1          | 19         |
| Afro-Américains   | 4,4              | 10,5         | 12,1       |
| Asiatiques        | 0,3              | 3,4          | 6,2        |
| Métis             | 4                | 3,3          | 4,1        |
| Autres            | 0,2              | 0,4          | 0,5        |
| Amérindiens       | 0,1              | 0,1          | 0,9        |
| Océano-américains | 0,1              | 0,02         | 0,2        |
| Total             | 100              | 100          | 100        |